# 光豆蟹
光豆蟹（学名：Pinnotheres luminatus）为豆蟹科豆蟹属的动物。在中国大陆，分布于海南岛等地，生活环境为海水，主要与对生蒴蛤共栖。